# Khyber Elessedil
Khyber Elessedil è una dei protagonisti della trilogia de: Il Druido Supremo di Shannara e si unirà a Penderrin Ohmsford per aiutarlo a liberare l'Ard Rhys dal Divieto.

## Storia
Figlia di Kylen Elessedel e sorella del borioso Kellen Elessedil, Khyber era una ragazza determinata e indipendente che ha sempre mal sopportato l'autoritarismo che la propria famiglia ha esercitato su di lei. Durante la sua infanzia imparò a maneggiare le armi e a cavalcare sorpassando in bravura suo fratello nonché erede al trono di Arborlon. A otto anni era fuggita di casa ed era arrivata al Sarandanon prima che una famiglia di agricoltori la riconoscesse e la riportasse indietro. A dodici anni si era nascosta in una nave diretta nel Callahorn ma era stata scoperta e riportata a corte. Suo fratello non vedeva l'ora di liberarsi di lei, facendola sposare durante un matrimonio politico, ma Khyber detestava questi progetti e ogni volta che poteva andava a far visita allo zio Ahren Elessedil, Druido di Paranor. Interessata alla magia lo aveva supllicato affinché la prendesse come sua apprendista, e lui aveva acconsentito.
Quando Pen e Tagwen arrivarono nel villaggio di Emberen, Khyber aveva appena sottratto alla propria famiglia le Pietre magiche e le aveva consegnate allo zio nella speranza che le insegnasse ad utilizzarle. Nel viaggio verso le Terre del Nord, il Druido e la sua apprendista continuano lo studio delle arti magiche e nel corso dell'avventura, la giovane elfa mette più volte alla prova le magie imparate.
Quando Traunt Rowan cattura Pen, si intrufola in una della navi dei Druidi e raggiunge Paranor dove libera il ragazzo e lo difende mentre compie la traslazione per il Divieto. Rimasta sola, viene sopraffatta dagli Gnomi e portata al cospetto di Shadea a'Ru che la tortura per spillargli informazioni; successivamente la congiurata decreta la sua morte e ordina ai suoi subalterni di gettarla nella fornace delle segrete di Paranor. Khyber a quel punto riesce a liberarsi e scopre la rete di passaggi segreti che percorrono la fortezza, e giunge con molta fatica vicino alla camera dell'Ard Rhys; ancora una volta le sue abilità le sono utili perché spiega al padre di Pen come usare il canto magico per indebolire il triagenel. La ragazza partecipa anche alla spedizione che ha come scopo l'eliminazione del Moric.
Una volta che l'armonia è tornata nelle Quattro Terre, Grianne Ohmsford, decide di congedare tutti i druidi ma lascia in custodia Paranor agli unici che le hanno dimostrato la loro fedeltà: Khyber è tra di essi, e riceve il compito di rifondare l'ordine druidico una volta completato il suo addestramento.